# Perfect Remedy
Perfect Remedy är ett album av det brittiska rockbandet Status Quo. Det var på den här tiden och kanske framförallt på den här skivan som gruppen var nära att ramla i dansbandsträsket.

## Låtlista
1. Little Dreamer (Rossi/Frost) 4:04
2. Not At All (Rossi/Frost) 2:54
3. Heart On Hold (Bown/Palmer) 3:36
4. Perfect Remedy (Rossi/Frost) 4:36
5. Address Book (Rossi/Frost) 3:37
6. The Power Of Rock (Parfitt/Williams/Rossi) 6:04
7. The Way I Am (Edwards/Rich/Paxman) 3:35
8. Tommys In Love (Rossi/Frost) 3:01
9. Man Overboard (Parfitt/Williams) 4:29
10. Going Down For The First Time (Bown/Edwards) 4:00
11. Throw Her A Line (Rossi/Frost) 3:34
12. 1000 Years (Rossi/Frost) 3:31